# Stiftskirche Windecken

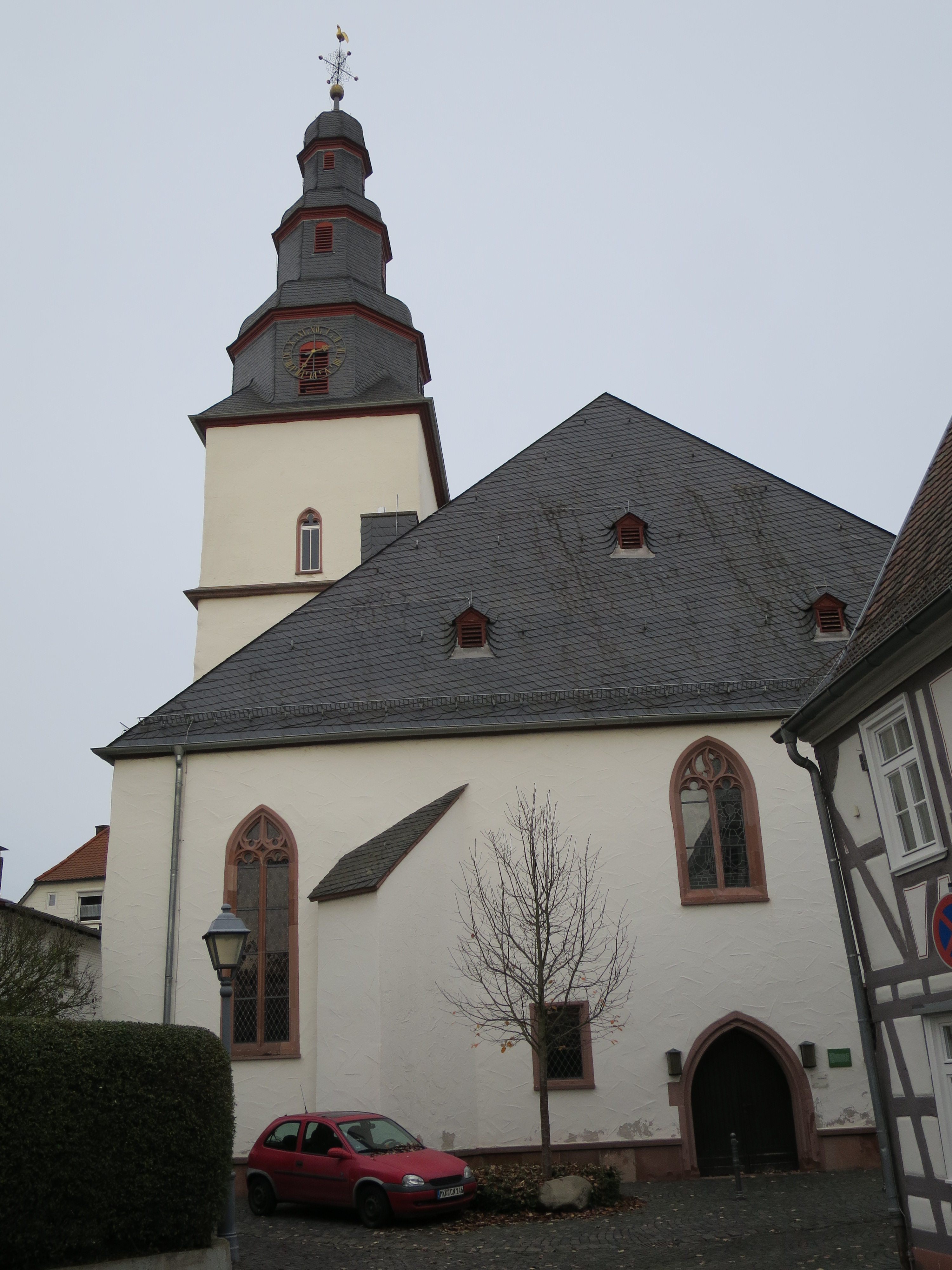
Blick von Westen

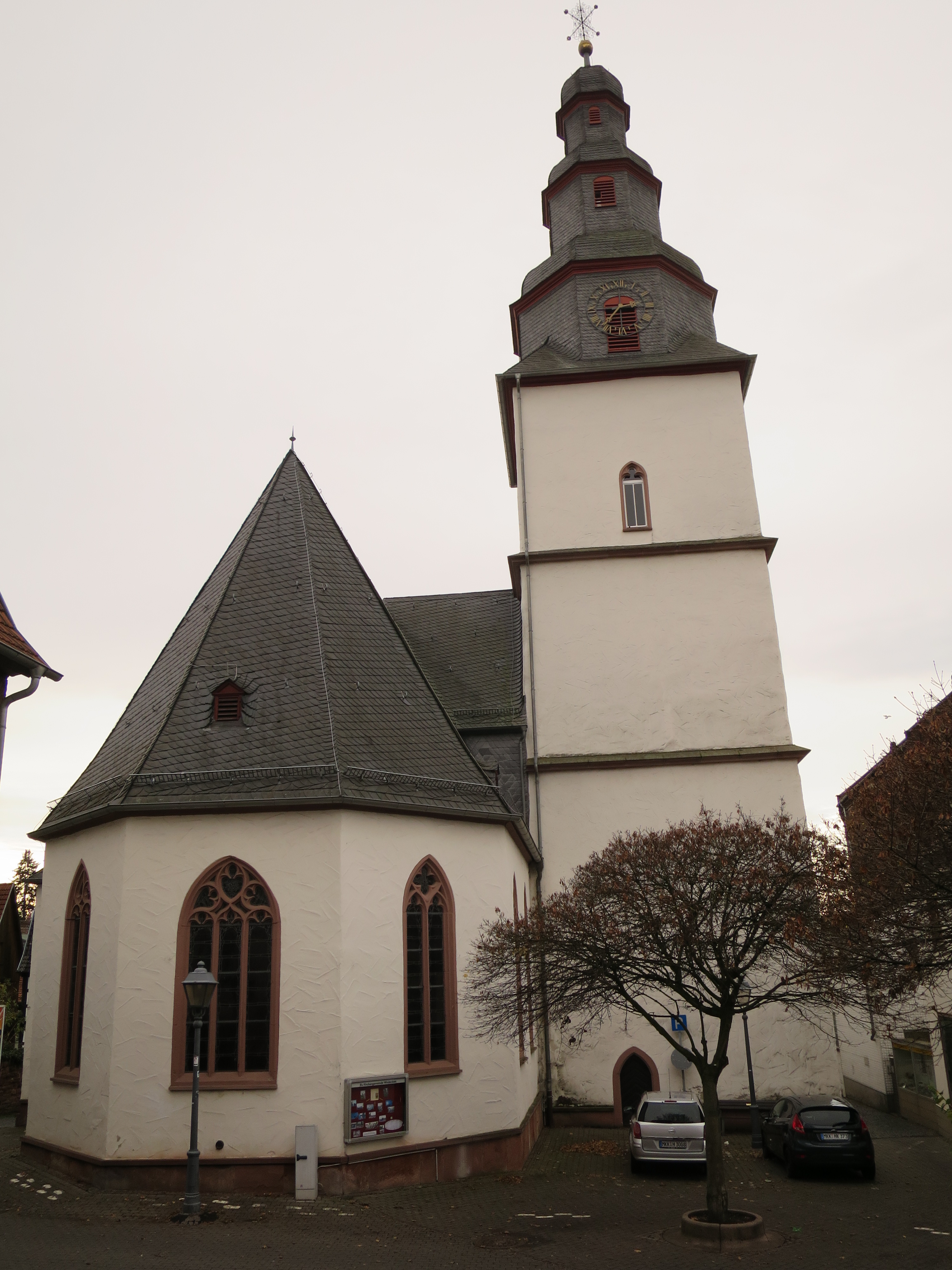
Blick von Osten

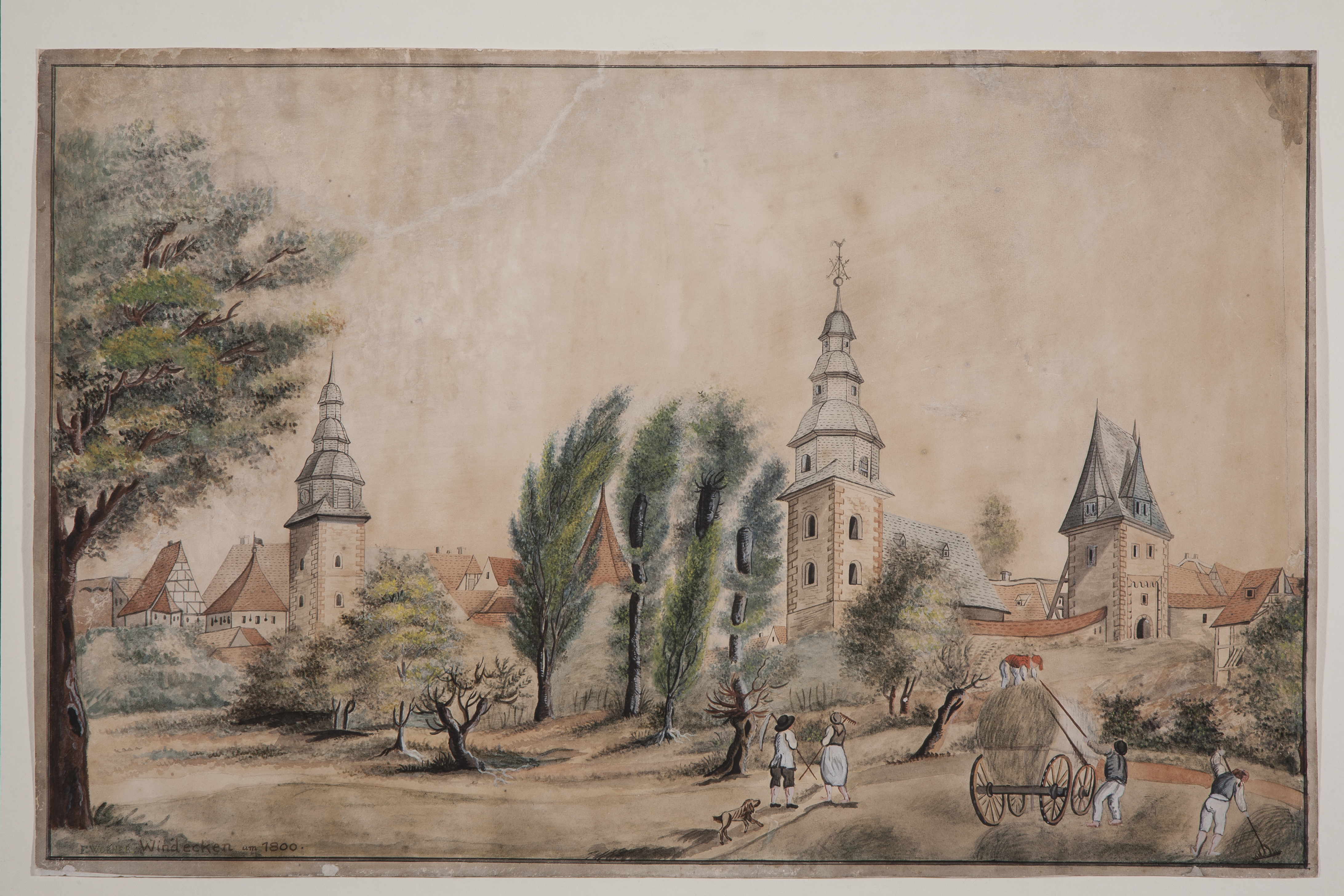
Gouache von Ludwig Wörner 1810; v.l.nr: Stiftskirche, lutherische Kirche, Kilianstädter Tor

Die Stiftskirche Windecken ist die evangelische Kirche im heutigen Nidderauer Stadtteil Windecken.

## Name
Ihre Bezeichnung als „Stiftskirche“ ist irreführend. Sie erhielt diese Bezeichnung erst 1819 durch einen historischen Irrtum des damaligen Pfarrers. Nachdem die Hanauer Union die kirchliche Doppelstruktur zweier Landeskirchen in der ehemaligen Grafschaft Hanau-Münzenberg beseitigt hatte, gab es hier nicht mehr eine reformierte und eine lutherische Kirche, sondern nur noch eine Unierte Kirche. Da bis dahin jede der beiden Konfessionen ihr Kirchengebäude nach ihrer Konfession bezeichnet hatte, musste ein neuer Name gefunden werden; die spätere „Stiftskirche“ war die „reformierte Kirche“. Der amtierende Pfarrer vermutete, dass eine so große, mittelalterliche Kirche einmal einem Stift gedient haben müsse und benannte sie entsprechend. Dafür, dass sie das vor der Reformation tatsächlich einmal war, gibt es aber keine Belege und auch ihre kirchenrechtlich lange untergeordnete Stellung spricht dagegen. Die ehemals lutherische Reinhardskirche, im Südosten der Altstadt gelegen, wurde 1833 für 2000 Gulden auf Abbruch verkauft.

## Geschichte
Am 5. August 1288 gewährte König Rudolf von Habsburg Ulrich I. von Hanau für Windecken als erstem Ort in dessen Herrschaft Hanau Stadt- und Marktrechte. Windecken nahm bis ins 15. Jahrhundert eine „Hauptstadtfunktion“ für die Herrschaft Hanau ein. Der Kirchenbau datiert in diese Zeit des Aufschwungs: Von 1282 stammt die älteste erhaltene urkundliche Erwähnung als capella nova. Es hatte also zuvor schon eine „alte Kirche“, einen Vorgängerbau, gegeben. Bis zur Reformation war die Kirche dem Heiligen Cyriacus geweiht. Darüber hinaus gab es Altäre zur Verehrung von Maria, dem Heiligen Georg, der Heiligen Katharina, der Heiligen Dreifaltigkeit und des Heiligen Kreuzes.
Trotz des imposanten Kirchengebäudes war Windecken bis 1489 Teil der Pfarrei Ostheim, bevor es zu einer eigenständigen Kirchengemeinde wurde.
Die Grafschaft Hanau-Münzenberg schloss sich der Reformation an. 1540 wurde für Windecken der erste evangelisch-lutherische Pfarrer bestellt, Johann Widmann. Er kam aus dem ebenfalls zur Reformation übergetretenen Kloster Schlüchtern. Allerdings hatte er anfangs noch Kollegen, die weiter die römisch-katholische Messe lasen. Graf Philipp Ludwig II. machte Ende des 16. Jahrhunderts von seinem Recht Gebrauch, die Konfession seines Territoriums zum Calvinismus hin zu ändern.
Die Kirche wurde während des Dreißigjährigen Krieges mehrmals, insbesondere 1634, am 15. Mai 1635 und 1638 schwer beschädigt und aufgrund der erheblichen Bevölkerungsverluste, die auch Windecken während des Krieges erlitt, nur sehr langsam wieder aufgebaut. Ab 1722 gab es in Windecken dann eine zweite, lutherische Kirche. Die Grafschaft wurde seit 1642 von der lutherischen Linie des Hauses Hanau, den Grafen von Hanau-Lichtenberg regiert. Vor ihrem Abbruch 1834 wurden ihre Kirchenglocken in die Stiftskirche überführt.
Die letzte große Sanierung der Kirche fand von 1995 bis 2001 statt.

## Bauwerk
Die ältesten baulichen Teile, Teile von Kirchenschiff und Chor und ein Teil des Dachstuhls aus Eichenstämmen, die zwischen 1265 und 1268 gefällt wurden (dendrochronologisch datiert), stammen aus der Zeit kurz nach 1268. Chor und Kirchenschiff werden durch einen Chorbogen getrennt, dessen Schlussstein das Wappen der Herrschaft Hanau schmückt. Noch älter als Chor und Schiff und wohl aus der Vorgängerkirche stammt der Torso einer Christusfigur aus Sandstein, die sogar in die erste Hälfte des 13. Jahrhunderts datiert wird und sich heute links neben dem Chorbogen befindet.
1484 wurde der mächtige Turm mit 35 Meter hohem Corpus angebaut, 1495 bis 1500 wurden die Seitenschiffe angefügt. Die Jahreszahl „1500“ befindet sich im Boden des Eingangs zum südlichen Seitenschiff. Ursprünglich war wohl ein Weiterbau nach Westen vorgesehen, auf den aber verzichtet wurde. 1595–1603 wurde im Südschiff ein Treppenhaus eingebaut. An der Nordseite befindet sich eine große, halbrunde Nische, eventuell für ein Heiliges Grab. Dort wurde nachträglich ein Wandtabernakel eingesetzt.
Nach den Zerstörungen des Dreißigjährigen Krieges war das Gebäude erst 1720 wieder komplett mit einem endgültigen Dach versehen. 1706 erhielt der Turm seinen heutigen, dreifach gestuften barocken Turmhelm. Die Ausstattung des Chors und der Orgelprospekt von Ratzmann sind neugotisch und stammen von 1895. Hinter dem historischen Orgelprospekt befindet sich seit 1975 allerdings eine Orgel von Walcker, die 2001 um fünf auf 23 Register erweitert wurde. Sie ist zentral im Chor platziert.

### Glocken
Mit dem Bau der gotischen (heutigen) Kirche Ende des 15. Jahrhunderts habe Windecken ein Geläut erhalten, sodass „fortan nicht mehr mit den beiden Petrusschlüsseln der Kapelle auf dem Schlossberg zum Gottesdienst gerasselt“ werden musste. Die heute älteste, nur 404 kg schwere Pestglocke mit dem Ton gis1 wurde von Putron in Frankreich gegossen und stammt ursprünglich aus einer katholischen Kirche; Sie hat sowohl lateinische als auch französische Inschriften. Der Frankfurter Kaufhändler Daniel Dorville erwarb sie 1660 für 195 Reichstaler 75 Kreuzer in Worms. Im Zweiten Weltkrieg wurden mehrere Glocken konfisziert, darunter zwei 1891 als letzte Werke vom ortsansässigen Glockengießer Philipp Heinrich Bach II. gegossene Glocken. Sie waren ein Umguss der gesprungenen, 1777 von Johann Peter Bach für die Reinhardskirche gegossenen und 1834 von dort übernommenen Glocken. Diese waren ihrerseits 1745 Erstwerke des Gießereigründers Johann Peter Bach. 1950 gossen die Gebr. Rincker zur verbliebenen Pestglocke drei Glocken mit den Schlagtönen e1, h1 und cis2. Daraus ergibt sich das Wachet auf-Motiv.

## Beachtenswert
Am Gewände des Westportals befindet sich eine Inschrift und Markierung, die auf den Stand des Nidder-Hochwassers vom 28. Mai 1761 hinweist.